# الک

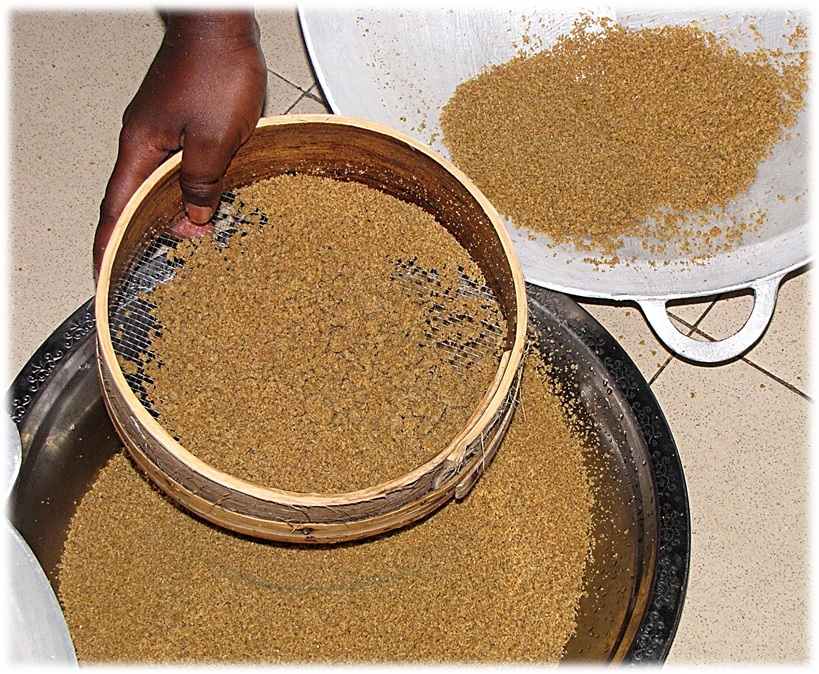
یک الک چوبی.

اَلَک، غَربال، سَرَند یا پَرویزن ابزاری است برای جدا کردن اجسام ناخواسته به وسیله یک تور بافته‌شده. اگرچه، در آشپزی، به‌ویژه برای آرد، الک برای هواگیری مواد مورد استفاده قرار می‌گیرد. یک صافی، نوعی الک است که برای جداسازی جامدات از مایعات استفاده می‌شود.

## ریشه‌شناسی
الک واژه برای غربال کوچک وسیمی است. واژه فارسی پَرْویزَن (parvizan) از فعل بیختن ساخته شده‌است که به معنای غربال کردن است. پسوند ن در پایان این واژه همان است که در پایان واژگان نهنبن، سوزن، روزن، میهن، هاون، انجمن، چمن و واژگان نوساخته تاون و پوشن نیز دیده می‌شود و پسوندی است که با آن اسم و به‌ویژه اسم ابزار می‌سازند." اَلَک" واژه ای ایرانی برآمده از واژه یِ " اَل:al" به همراه پسوندِ " َک:ak" بوده است.
در زبانِ آریاییِ سانسکریت واژه یِ " اَل" به چمِ " اهلیت یا صلاحیت داشتن، بازداشتن، جلوگیری کردن ( از ) ، ممانعت کردن، مانع شدن، آراستن، زیبا کردن " بوده است و پسوندِ " َ ک" نیز پسوندِ باستانی در زبانهایِ آریایی بوده است.
پَسگَشت:
رویبرگِ 183 از نبیگِ " فرهنگ سَنسکریت - فارسی" - پوشینه یِ دوم
درباره یِ واژه یِ ایرانیِ " اَلَک":
واژه یِ " اَلَک" برآمده از واژه یِ " اَل" و پسوندِ " َ ک " است.
پسوندِ " َ ک" پسوندی در زبانِ پارسیِ میانه - پهلوی بوده است.
پس اکنون واژه یِ " اَل" را بررسی می کنیم تا به زیبایی دریابید که این واژه به روشنی ایرانی است.
ما در زبانِ پارسیِ میانه کارواژه یِ " اَردَن" ( و همچنین " آردن" ) را به چمِ " آسیاب کردن، آرد کردن، بیختن" داشته ایم که به روشنی با واژه یِ " آرد" همریشه است.
دگرگونی هایِ آواییِ " رد/ل" و " ر/ل" هر دو به فرآوانی در زبانِ پارسی دیده شده است:
1 - دگرگونیِ آواییِ "رد، رت/ل" را می توان در واژگانی همچون " پرت/پُل"، " سرد ( اوستایی ) /سال"، " سردار/سالار"، " ورد/وَل، وُل، گُل"، " آمرد/آمُل" و " پَرت و پلا" و. . . دید.
از همین رو " اَرد" به ریختِ " اَل" در آمده است و همچنین " اَردَک" به ریختِ " اَلَک" درآمده است ( در زبانِ پارسیِ میانه و در بسیاری از واژگان، پسوندِ " َ ک" با بُن گذشته همراه می شده است؛بمانندِ : آفریدَک، دُزیدَک، بودَک و در اینجا: اَرد. َ ک = اَردَک ) .
نکته1:باید درنگریست که آن دسته از واژگانی که بُنِ گذشته یِ آنها با پسوندِ " َ ک" همراه می شوند بیانگرِ " آنچیزی/آنکسی که . . . شده است" می باشند؛ برای نمونه " آفریدَک" به چمِ " آنچیزی/آنکسی که آفریده شده است" می باشد و همین را درباره یِ واژه یِ " اَردَک" می توان بکار برد.
2 - دیدگاهِ دیگری نیز وجود دارد که واژه یِ " اَلَک" را در پیِ دگرگونیِ آواییِ " ر/ل" برآمده از " اَر" که بُن کُنونیِ کارواژه یِ " اَردَن" است، می داند؛ یعنی ( اَر/اَل ) در واژه یِ اَلَک؛که اگر چنین باشد، میتوان آن را با واژه یِ " اَل" در سانسکریت که پیشتر در پیامِ پایین به آن پرداختم، همسنجی کرد. ( نیاز به یادآوری است که دگرگونیِ آواییِ ( ر/ل ) در زبانهایِ پارسیِ میانه - پهلوی و سانسکریت بسیار فراوان بوده است. )
. . . . . . . . . . . . . . . . . . . . . . . . . . . . . . . . . . . . . . . . . . . . . . . . . . . .
باتوجه به نکته1 گفته شده در بالا، از چمِ واژه یِ " اَلَک" می توان دریافت که کدامیک از این دو واژه " اَردَک یا اَرَک" درست است.
جدای از آنها، واژه یِ " اَلَک" آشکارا برآمده از کارواژه یِ " اَردَن" در زبانِ پارسیِ میانه است.

## انواع الک
- صافی چای
- آبکش
- صافی